# Ndugatet
Ndugatet est une localité du Cameroun située dans le département du Lebialem et la Région du Sud-Ouest. Elle fait partie de l'arrondissement d’Alou.

## Population
Lors du recensement de 2005, Ndugatet comptait 5 330 habitants.